# 18662 Erinwhite
18662 Erinwhite este un asteroid din centura principală de asteroizi.

## Descriere
18662 Erinwhite este un asteroid din centura principală de asteroizi. A fost descoperit pe 20 martie 1998 la Socorro, New Mexico, în cadrul proiectului LINEAR. Asteroidul prezintă o orbită caracterizată de o semiaxă mare de 2,84 ua, o excentricitate de 0,03 și o înclinație de 1,3° în raport cu ecliptica.